# Neuro-sama
Neuro-sama – fikcyjna postać symulująca vtuberkę, chatbot i program oparty na sztucznej inteligencji, stworzona przez programistę posługującego się pseudonimem Vedal. Z projektem związany jest kanał vedal987 na platformie streamingowej Twitch.

## Technologia
Neuro-sama to wirtualna postać, której wypowiedzi i zachowania generuje opracowana przez Vedala sztuczna inteligencja opracowana w języku Python. Twórca nie ujawnił szczegółów dotyczących wykorzystanych rozwiązań, ani dokładnych informacji o modelu sztucznej inteligencji. Potwierdził, że Neuro-sama bazuje na dużym modelu językowym wytrenowanym na dużych zasobach tekstów z Internetu i działa za pośrednictwem sieci neuronowej, co pozwala jej odpowiadać na pytania widzów w szerokim zakresie tematów. Vedal oświadczył również, że samodzielnie nadzoruje dane używane do trenowania Neuro-samy, aby ograniczyć ryzyko niepożądanych odpowiedzi. Dodatkowo wdrożył filtry, które w czasie rzeczywistym blokują potencjalnie niewłaściwe wypowiedzi. Neuro-sama była opracowywana z myślą o zapewnieniu widzom rozrywki. Jej pamięć, filtry i mechanizmy interakcji z czatem są stale ulepszane.
Na Neuro-samę składa się więcej, niż jeden model sztucznej inteligencji. W styczniu 2023 roku Vedal przyznał, że osobny moduł odpowiada za grę w Minecrafta, a inny za sterowanie awatarem i dialog. W 2024 roku ujawnił, że filtry blokujące niepożądane treści bazują na dodatkowym, odrębnym modelu sztucznej inteligencji.
Neuro-sama wykorzystuje syntezę mowy do komunikacji z widzami i ludźmi, którzy współtworzą transmisję. Potrafi grać w wybrane gry komputerowe, śpiewać i rozmawiać z użytkownikami czatu w czasie rzeczywistym. Zaimplementowano w niej również system rozpoznawania obrazu, który pozwala jej reagować na zdjęcia, nagrania oraz materiały audiowizualne transmitowane na żywo.
Wizualna forma Neuro-samy została stworzona przy użyciu silnika Unity, a jej wizerunek nawiązuje do estetyki anime. Początkowo korzystała z przykładowego modelu awatara Hiyori Momose, udostępnionego przez Live2D Ltd. W maju 2023 roku otrzymała nowy model, stworzony specjalnie dla niej przez vtuberkę Anny, a jego rigging wykonał vtuber Otozuki Teru. W grudniu 2024 roku zaprezentowano kolejny model, wzorowany na dotychczasowym, lecz z ulepszoną fizyką. Projekt ponownie przygotowała Anny, natomiast za rigging odpowiadała vtuberka Kitanya.

## Historia

### Wczesne zastosowanie
Według portalu Motherboard projekt był rozwijany od 2018 roku. Neuro-sama została początkowo zaprojektowana jako program oparty na sztucznej inteligencji, którego głównym celem było jak najlepsze opanowanie gry Osu!. Na tamtym etapie nie posiadała ani modelu wizualnego, ani głosu czy osobowości. Pierwsze ślady jej aktywności w grze pochodzą z czerwca 2019 roku, co potwierdza oficjalna strona Osu!. Wyniki z gry transmitowano na kanale vedal987. W maju 2019 roku transmisje przekroczyły 60 tysięcy wyświetleń, a kanał osiągnął około 3,5 tysiąca obserwujących. Jeszcze w tym samym roku Vedal zawiesił swoją działalność na Twitch bez podania przyczyny.

### Vtuberka
19 grudnia 2022 roku Vedal zapowiedział na Reddicie powrót Neuro-samy, która odtąd miała funkcjonować także już jako vtuberka. Na nowych transmisjach z gier występowała animowana postać, której wypowiedzi generował program oparty na sztucznej inteligencji. 28 grudnia 2022 roku Neuro-sama pokonała w Osu! gracza Mrekk'a, który był wówczas liderem światowego rankingu. Wkrótce zaczęła także grać w Minecraft, Slay the Spire i inne tytuły. Pierwszym utworem, który zaśpiewała na transmisji, było Blinding Lights The Weeknda.
We wczesnych tygodniach po ponownym debiucie Neuro-sama szybko zyskała popularność dzięki fragmentom transmisji publikowanym w serwisach społecznościowych. Część z nich zawierała kontrowersyjne treści, w tym wypowiedź, w której Neuro-sama zadeklarowała, że nie wierzy w holocaust. Po tym incydencie Vedal zapowiedział usprawnienie filtrów. Na początku stycznia 2023 roku kanał na Twitchu został zablokowany na dwa tygodnie z powodu mowy nienawiści. Na pierwszej transmisji po odblokowaniu kanału Neuro-sama wykonała piosenkę „Your Reality” z gry Doki Doki Literature Club!.
W marcu 2023 roku zaczęła pojawiać się we wspólnych transmisjach z vtuberami, takimi jak Filian i Akuma Nihmune. Od 8 marca regularnie towarzyszy jej sam Vedal, który wchodzi z nią w interakcje i posługuje się awatarem zielonego żółwia. Od 13 marca charakterystyczne stało się to, że żółw często leży na głowie vtuberki. W czasie transmisji z 25 marca wprowadzono nową postać, wizualnie podobną do Neuro-samy. Z czasem zaczęto ją nazywać Evil Neuro i kreowano na złą siostrę bliźniaczkę.
Do 11 stycznia 2023 roku kanał Neuro-samy na platformie Twitch zgromadził ponad 100 tysięcy obserwujących. Według szacunków Bloomberga z czerwca 2023 roku przyciągała średnio około 5700 widzów, prowadząc transmisje niemal codziennie. Pod koniec roku plasowała się również jako najpopularniejszy Vtuber w serwisie.
W lipcu 2024 roku uruchomiono dodatkowy kanał na Twitch o nazwie vedal987_jp, który umożliwia jednoczesne wyświetlanie napisów w języku japońskim. 30 listopada 2024 roku Neuro-sama wygrała w grze GeoGuessr przeciwko sztucznej inteligencji stworzonej przez streamera o pseudonimie DougDoug, który wówczas miał ponad milion obserwujących na platformie Twitch. Transmisja miała jednak humorystyczny charakter. 19 grudnia na kanale YouTube Neuro-samy po raz pierwszy ukazała się jej oryginalna piosenka wraz z teledyskiem.
1 stycznia 2025 roku Neuro-sama i jej społeczność ustanowili rekord związany z Hype Train na Twitchu (akcja wspólnego wspierania twórcy przez widzów, nagradzana emotkami). Udało się wówczas osiągnąć poziom 111. Poprzedni najwyższy wynik, czyli poziom 106, osiągnął kanał Pirate Software 1 kwietnia 2024 roku. Po zakończeniu Hype Train, Neuro-sama miała ponad 143 tysiące subskrypcji oraz niemal 700 tysięcy obserwujących.

## Kreowana osobowość
Społeczność widzów Neuro-samy określana jest mianem „The Swarm” (pl. Rój).
Zdaniem Vedala, Neuro-sama zyskała popularność dzięki nieprzewidywalnym, nierzadko chaotycznym wypowiedziom, które często odbiegają od ludzkich reakcji, a także przez możliwość obserwowania na bieżąco rozwoju sztucznej inteligencji.

## Nagrody i nominacje
| Rok           | Gala                | Kategoria                                        | Wynik     | Przypis       |
| ------------- | ------------------- | ------------------------------------------------ | --------- | ------------- |
| Grudzień 2023 | The VTuber Awards   | Najlepszy VTuber Technologiczny                  | Wygrana   | [ 34 ]        |
| Luty 2024     | The Streamer Awards | Najlepszy streamer oprogramowania i rozwoju gier | Nominacja | [ 35 ]        |
| Luty 2024     | The Streamer Awards | Najlepszy VTuber                                 | Nominacja | [ 35 ]        |
| Grudzień 2024 | The Streamer Awards | Najlepszy VTuber                                 | Nominacja | [ 36 ] [ 37 ] |
| Grudzień 2024 | The VTuber Awards   | Najlepszy VTuber Technologiczny                  | Wygrana   | [ 38 ]        |
| Grudzień 2024 | The VTuber Awards   | Najbardziej oddana społeczność                   | Nominacja | [ 38 ]        |
| Grudzień 2024 | The VTuber Awards   | VTuber Roku                                      | Nominacja | [ 38 ]        |